# Thomas A. Steitz
Thomas Arthur Steitz (23 tháng 8 năm 1940 – 9 tháng 10 năm 2018), là giáo sư Sterling môn Lý sinh học phân tử (Molecular Biophysics) và Hóa sinh ở Viện Y học Howard Hughes (Howard Hughes Medical Institute), Đại học Yale, New Haven, Connecticut, Hoa Kỳ.
Ông kết hôn với Joan A. Steitz, cũng là giáo sư Sterling môn Lý sinh học phân tử và Hóa sinh ở Đại học Yale.

## Giải thưởng
Steitz đã đoạt được các giải thưởng sau đây:
- Giải Nobel Hóa học năm 2009 cùng với Venkatraman Ramakrishnan và Ada Yonath "cho công trình nghiên cứu cấu trúc và chức năng của ribosome".[1]
- Giải quốc tế Quỹ Gairdner năm 2007[3] "cho công trình nghiên cứu nói trên, chỉ ra rằng transferase[4] peptide là một phản ứng xúc tác hóa RNA, và cho việc khám phá ra cơ chế ức chế chức năng này của chất kháng sinh".[5]
- Giải Rosenstiel năm 2001